# Don Wilson
Don "The Dragon" Wilson (Alton, 10 de setembro de 1954) é um ator e ex-lutador de Kickboxing estadunidense.

## Carreira
Considerado extensamente como o maior campeão de kickboxing dos Estados Unidos, Don Wilson, talvez seja mais conhecido fora dos esportes de artes marciais como estrela de quase 40 filmes de ação e suspense lançados internacionalmente.
Don entrou no palco internacional como o primeiro praticante de Kung-Fu a ganhar um título mundial de Kickboxing. Seu apelido de luta, "The Dragon", vem de seu estilo de Kung-Fu (White Dragon) (Pa'i Lum). Ele ganhou 11 cinturões de título mundial em 4 divisões de peso, para 5 organizações (WKA, STAR, PKO, ISKA e IKF). Em 2002, Wilson foi inserido no Guinness World Records por ganhar o maior número de Títulos Mundiais de Kickboxing, um feito ainda inigualável. Após o conselho do ator e lutador Chuck Norris, "The Dragon" se mudou para Hollywood, onde, iniciou carreira como ator de cinema.

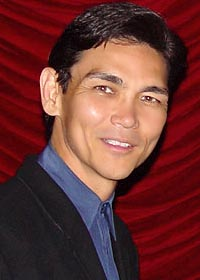
Don "The Dragon" Wilson em 2009.

## Filmografia Parcial
- V-Force: New Dawn of V.I.C.T.O.R.Y. (2017, elenco)
- Showdown in Manila (2016, elenco)
- Enter the Fist and the Golden Fleece (2016, elenco)
- The Whole World at Our Feet (2015, elenco)
- The Martial Arts Kid (2015, elenco)
- One More Round (2015, elenco)
- O Escorpião Rei 4 - Na Busca Pelo Poder (The Scorpion King: The Lost Throne, 2015, elenco)
- Da Pinche Code (2012, elenco)
- O Último Sentinela (The Last Sentinel, 2007, elenco)
- Crooked (2006, elenco)
- 18 Dedos de Violência (18 Fingers of Death!, 2006, elenco)
- Redemption (2002, elenco)
- Promessa é Dívida (Stealing Harvard, 2002, elenco)
- Moving Target (2000, elenco)
- O Profeta (Prophet, 1999, elenco)
- Vale Tudo (Whatever It Takes, 1998, elenco)
- Papertrail (1998, elenco)
- Inferno (1997, elenco)
- Hollywood Safari (1997, elenco)
- Terminal Rush (1996, elenco)
- Caçador da Noite (Night Hunter, 1996, elenco)
- Bloodfist VIII: Trained to Kill (1996, elenco)
- Virtual Combat (1995, elenco)
- Cyber-Tracker 2 (1995, elenco)
- Bloodfist VII: Manhunt (1995, elenco)
- Bloodfist VI: Ground Zero (1995, elenco)
- Batman Eternamente (Batman Forever, 1995, elenco)
- A Força (The Power Within, 1995, elenco)
- Red Sun Rising (1994, elenco)
- O Leão Demolidor (Lion Strike, 1994, elenco)
- Cyber-Tracker - O Exterminador Implacável (CyberTracker, 1994, elenco)
- Bloodfist V: Human Target (1994, elenco)
- Ring of Fire II: Blood and Steel (1993, elenco)
- Dragões Ninja (Magic Kid, 1993, elenco)
- Busca de Sangue (Out for Blood, 1992, elenco)
- Fúria Sangrenta (Blackbelt, 1992, elenco)
- Bloodfist III: Forced to Fight (1992, elenco)
- A Vingança de um Kickboxer 4 (Bloodfist IV: Die Trying, 1992, elenco)
- Ringue de Fogo (Ring of Fire, 1991, elenco)
- Future Kick (1991, elenco)
- Punhos de Sangue II (Bloodfist II, 1990, elenco)
- Punhos de Sangue (Bloodfist, 1989, elenco)
- Nascido em 4 de Julho (Born on the Fourth of July, 1989, elenco)
- Digam o Que Quiserem (Say Anything..., 1989, elenco)
- New York Chinatown (1982, elenco)